# رباط القلعة (يريم)
رباط القلعة

تعديل مصدري - تعديل

رباط القلعة هي إحدى قرى عزلة بني منبة بمديرية يريم التابعة لمحافظة إب، بلغ تعداد سكانها 3650 نسمة حسب تعداد اليمن لعام 2004.